# Толстовська сільська рада (Каменський район)
Толсто́вська сільська рада (рос. Толстовский сельский совет) — сільське поселення у складі Каменського району Алтайського краю Росії.
Адміністративний центр — селище Толстовський.

## Населення
Населення — 559 осіб (2019; 747 в 2010, 1156 у 2002).

## Склад
До складу сільської ради входять:
| Населений пункт      | Населення, осіб (2002) | Населення, осіб (2010) |
| -------------------- | ---------------------- | ---------------------- |
| Тамбовський, селище  | 319                    | 132                    |
| Толстовський, селище | 837                    | 615                    |